# Hyaenosa
Hyaenosa is een geslacht van spinnen uit de familie wolfspinnen (Lycosidae).

## Soorten
De volgende soorten zijn bij het geslacht ingedeeld:
- Hyaenosa clarki (Hogg, 1912)
- Hyaenosa effera (O. P.-Cambridge, 1872)
- Hyaenosa invasa Savelyeva, 1972
- Hyaenosa ruandana Roewer, 1960
- Hyaenosa strandi Caporiacco, 1940